# BFV Hassia Bingen
Maillots
Le BFV Hassia Bingen est un club omnisports allemand localisé à Bingen en Rhénanie-Palatinat. Le Football est la principale section du club.

## Football

### Histoire
Le club fit son apparition en 1908 sous l’appellation Hassia. Le club prit don véritable envol en 1910 sous la dénomination Bunger Fusball Verein (BFV) Hassia Bingen.
En 1926, le club accéda à la Bezirksliga Rheinhessen-Saar, terminant 5e sur 10 équipes. Ensuite la ligue fut démantelée. Le cercle fut alors versé dans une nouvelle série, la Bezirksliga Main-Hessen. Il en fut relégué en 1930 mais y remonta en 1933.
Après la mise en place des Gauligen (équivalent D1), créées selon les exigences du régime nazi dès son arrivée au pouvoir en 1933, le club ne parvint pas à y accéder.
Dissous par les Alliés, comme tous les clubs et associations allemands, le club fut rapidement reconstitué sous l’appellation Binger Fußball-Vereinigung Hassia
En 1952, le BFV Hassia Bingen termina 3e de la 2. Oberliga Südwest, une série  au niveau 2 de la hiérarchie à l’époque. Mais en raison de la relégation d’office du VfR Frankenthal pour faits de corruption, Bingen fut repêché et monta en Oberliga Südwest (équivalent D1). L’aventure ne dura qu’une saison.
Après avoir reculé dans la hiérarchie, le BFV fut champion de la 2. Amateur Liga Südwest en 1973 et monta en 1. Amateur Liga Südwest la saison suivante.
En 1976, le BFV Hassia participa au Championnat d’Allemagne Amateur et atteignit les quarts de finale.
En 1978, le BFV Hassia Bingen fut qualifié pour devenir un des fondateurs de la nouvelle Oberliga Südwest créée au niveau 3 de la pyramide du football allemande. Le club devint un des piliers de cette ligue qu’il ne quitta pas jusqu’en 1991. Cette année-là, le club termina 14e ex aequo avec le VfR Wormatia Worms et le Sportfreunde Eisbachtal. Mais doté d’une moins bonne différence de buts, Hassia fut relégué.
En 1981 et 1983, le BFV Hassia Bingen remporta la Südwest Pokal. Le 2 octobre 1983, Jürgen Wilhelm fut récompensé du but du mois d’octobre ("Tor des Monats") – pour un but réussi contre le FC 08 Homburg. Ce prix était décerné par les votes des téléspectateurs l’émission Sportstudio de l’ARD (Télévision publique allemande). À la fin de la saison, il reçut le prix du but de l’année ("Torschütze für das Jahr des Jahres").
À la fin de la saison 1993-1994, le BFV se qualifie pour remonter en Oberliga Südwest, mais celle devenait une série du niveau 4 à partir de la saison suivante. En 1998, le club se sauva d’un point puis l’année suivante, il se maintint grâce à une meilleure différence de buts par rapport au FSG Schiffweiler.
Ensuite, après une saison plus tranquille, Bingen termina 19e sur 21 en 2001 et redescendit. Il retourna au 4e niveau à la fin de la saison 2002-2003, mais fut à nouveau relégué en 2006.
Après deux essais infructueux, le club remporta la Verbansliga Südwest en 2009 et remonta en Oberliga Südwest (cette ligue était devenue une série de niveau 5 en 2008, lors de la création de la 3. Liga). Le club redescendit après une saison.

### Palmarès
- Champion de 2. Amateur Liga Südwest: 1973.
- Champion de la Verbansliga Südwest: 2009.
- Vainqueur de la Südwest Pokal: 1981, 1983.

## Athlétisme
En 1923, la section d’Athlétisme fut sacrée Championne d’Allemagne. 
En 1949, l'athlète d'Hassia Bingen, Margot Gundlach remporta le titre de Championne d’Allemagne sur 200m.

## Tennis de table
En 1935, le club créa une section de Tennis de Table.
Depuis la fin du XXe siècle, la section Tennis de table Dames se mit en évidence. Championne de "Regionalliga Südwest", en 1999, elle entra en "2. Bundesliga". 
En 2000, Meng Xiang remporta deux fois l’or et deux fois le bronze au Championnat d’Allemagne. 
En 2009, l’équipe première des Dames termina invaincue et monta en "Bundesliga". Pendant ce temps, l’équipe B s’illustra aussi. Elle monta en Regionalliga Südwest puis en "2. Bundesliga".